# Huang Hung
Hung Huang (en chinois : 洪晃 ; pinyin : Hong Huang), d'origine chinoise, est une animatrice de télévision, auteure, comédienne, blogueuse, figure médiatique et éditeur du magazine de mode iLook.